# Jacek Herzberg
Jacek Herzberg (ur. 25 sierpnia 1965 w Bydgoszczy) – polski muzyk bluesowy, gitarzysta, lider bydgoskiego zespołu „Green Grass”.

## Działalność muzyczna
Ukończył studia magisterskie (filozofia) w bydgoskiej Wyższej Szkole Pedagogicznej. Jest muzycznym samoukiem. 
Od samego początku był zauroczony bluesem, zwłaszcza w wykonaniu Muddiego Watersa. Pod koniec lat 80. razem z Radosławem Gacą i Mariuszem Siejkiem założył zespół „Green Grass”, uznawany za najpopularniejszą bydgoską grupę bluesową. Zespół dużo koncertował, nagrywał, zdobył ogólnopolską renomę. 
Następnie razem z perkusistą Karolem Szymanowskim stworzył duet „Double Six”. Oprócz działalności koncertowej pełnił funkcję kierownika Sekcji Promocji i Centrum Informacji Kulturalnej w  Wojewódzkim Ośrodku Kultury w Bydgoszczy.